# Novi Milanovac
Novi Milanovac (en serbe cyrillique : Нови Милановац) est un village de Serbie situé dans la municipalité d’Aerodrom (Kragujevac), district de Šumadija. Au recensement de 2011, il comptait 404 habitants.

## Démographie
| 1948 | 1953 | 1961 | 1971 | 1981 | 1991 | 2002 | 2011 |
| ---- | ---- | ---- | ---- | ---- | ---- | ---- | ---- |
| 559  | 522  | 477  | 444  | 494  | 443  | 406  | 404  |

|  |